# ZX Spectrum

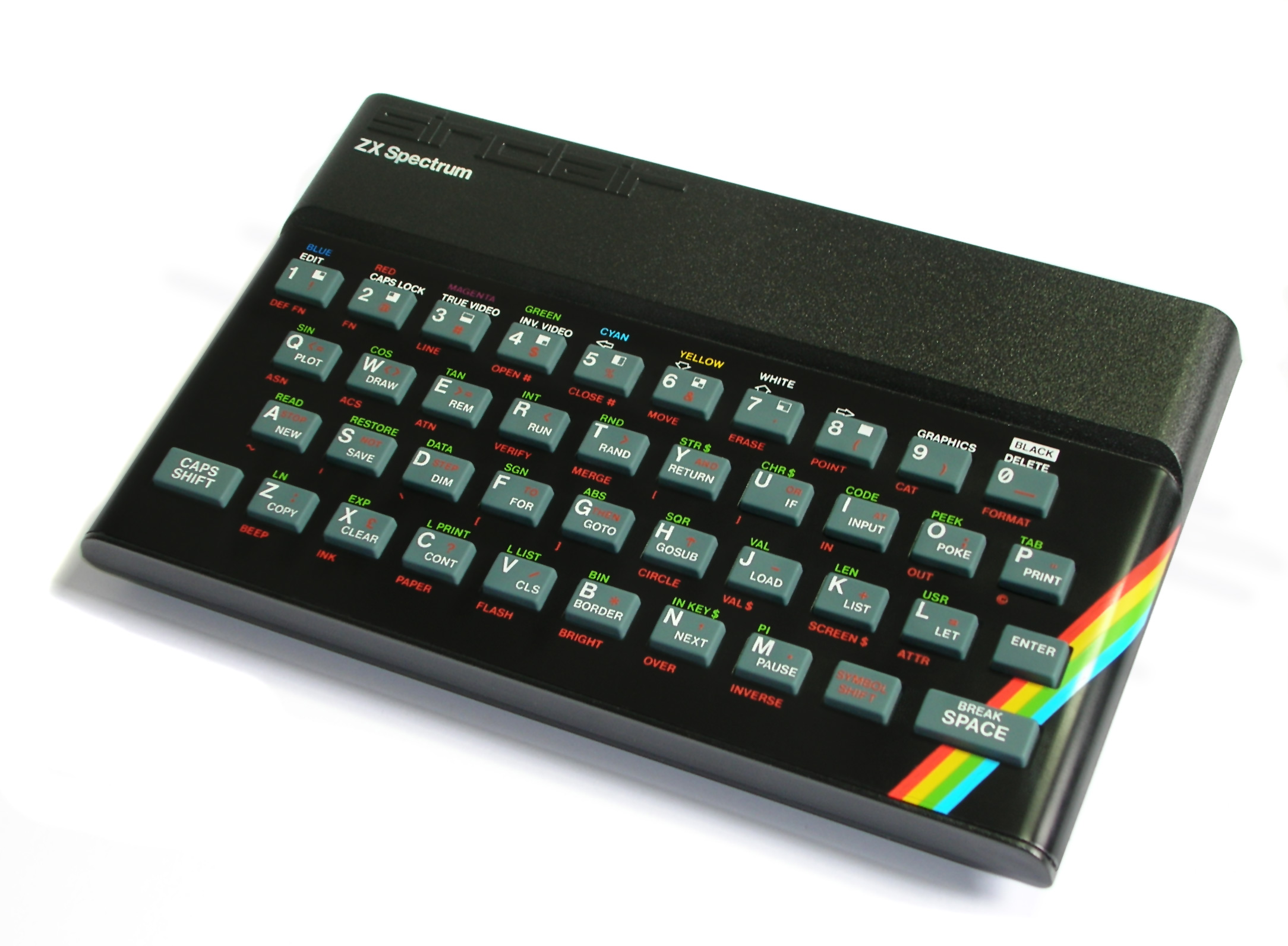
De eerste ZX Spectrum

De ZX Spectrum is een homecomputer van Clive Sinclair.
De computer is de opvolger van de ZX80 en ZX81. Alhoewel de naam eerst ZX82 zou worden, werd voor "ZX Spectrum" gekozen, om duidelijk te maken dat het apparaat met kleuren kon werken.
De computer moest op de televisie aangesloten worden. Opvallend zijn de kleine rubberen toetsen en de toetscombinaties om te kunnen programmeren. Er waren ongeveer duizend games in omloop voor de Spectrum. In 2014 is Clive Sinclair een samenwerking aangegaan met Retro Computers om een mini-console uit te brengen die op de ZX Spectrum is gebaseerd.

## Varianten
De eerste versie werd in 1982 uitgebracht en was gebaseerd op een Z80 CPU op 3,5 MHz met een geheugen van 16 kB of 48 kB. In 1984 werd de Spectrum+ uitgebracht met een grotere behuizing en een toetsenbord met harde plastic toetsen.
Programma's werden, zoals bij veel homecomputers, opgeslagen en geladen met een cassetterecorder. Het laden op deze manier nam veel tijd in beslag, maar dit kon softwarematig opgevoerd worden. De standaard programmeertaal was Sinclair BASIC. Tevens was het eenvoudig mogelijk om met de snellere machinetaal te programmeren en direct vaste geheugenplaatsen aan te spreken zoals de pixels op het scherm. Er was zelfs een Pascal compiler leverbaar waarmee programma's met een redelijk hoge performance konden worden verwezenlijkt.

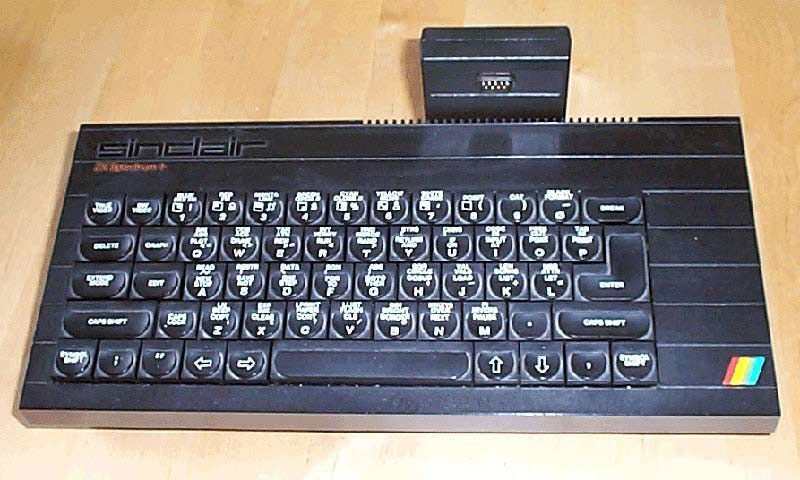
ZX Spectrum+

Ook werd de 'microdrive' uitgebracht, een soort microcassette waarbij de band niet opgerold was zoals normaal, maar waarbij de uiteinden aan elkaar vast zaten en de band los in de behuizing opgeslagen. Hierdoor was het niet nodig de band terug te spoelen. De snelheid van het opslaan en laden nam hierdoor tevens toe. Een nadeel ervan was echter de lage betrouwbaarheid. Daardoor kwam het regelmatig voor dat een tape niet foutloos kon worden gelezen en de hele laadprocedure opnieuw moest gebeuren.
De opvolger van de Spectrum+ was de Spectrum 128K uit 1986. Deze was voorzien van meer geheugen (128 kB) en een betere geluidschip, die meerdere tonen tegelijk kon produceren.
Niet lang na het uitkomen van de 128 werd Sinclair opgekocht door Amstrad, dat verdere varianten van de Spectrum 128K op de markt bracht: de Spectrum +2 was een 128K met ingebouwde cassetterecorder, en de Spectrum +3 met ingebouwde 3 inch-floppydiskdrive (geen 3,5 inch zoals meer gangbaar was). De +2A en +2B waren in feite +3's maar met een cassetterecorder in plaats van een diskdrive. Veranderingen aan hoe de computer precies werkte, zorgden ervoor dat niet alle Spectrum-programma's meer werkten op de +2A, +2B en +3.

## Architectuur
In tegenstelling tot de destijds ook populaire Commodore 64 bestond de ZX Spectrum uit weinig hardwarecomponenten. De meeste functies zoals geluid, cassette-in- en -uitvoer en graphics werden door middel van software uitgevoerd. Dit bespaarde kosten op elektronische componenten, waardoor de prijs gunstig lag. De snelheid en de kwaliteit hadden er wel onder te lijden; het geluid bestond uit piepjes en de graphics waren relatief langzaam en hadden een beperkt kleurgebruik. De standaardkleuren op het toetsenbord waren blauw, rood, magenta, groen, cyaan, geel en wit. Wel waren twee helderheden (BRIGHT) en knipperen (FLASH) mogelijk. Deze attributen konden per groep van 8 x 8 pixels worden ingesteld, overeenkomend met één teken op het scherm. Omdat de schermresolutie van de ZX Spectrum 256 x 192 pixels was konden er dus 24 regels van 32 tekens (elk van 8 x 8 pixels) op het scherm. Met nieuwe software was het echter mogelijk kleinere karakters te maken waardoor er meer op een regel pasten; de populaire tekstverwerker Tasword kon bijvoorbeeld 64 tekens op een regel krijgen, wat wel ten koste van de leesbaarheid ging; immers werkte de computer met een lage kwaliteit televisie als scherm.
Naast de Z80 microprocessor bestond de ZX Spectrum uit de ULA (Uncommitted Logic Array), een voor dit doel gebakken chip waar veel functies in waren ondergebracht, het RAM en ROM geheugen en het voedingscircuit.
De ULA verzorgde onder andere de aansturing van de beeldlijnen van de TV. De ZX Spectrum had hiervoor een modulator ingebouwd waarop de TV via de antenne-ingang werd aangesloten (veel TV's beschikten toen nog niet over een SCART-ingang). Via de uitbreidingsconnector was het ook mogelijk een kleuren- of monochrome monitor aan te sluiten. Ook randapparatuur zoals printers en opslagmedia konden via deze connector worden aangesloten.

## Accessoires
Verschillende leveranciers brachten uitbreidingen voor de Spectrum op de markt, variërend van losse toetsenborden (DKtronics) tot diskette-interfaces, waardoor de laadtijd van programma's sterk werd verkort. De Opus Discovery uitbreiding kon op 3,5 inch diskettes 800 KB aan gegevens kwijt. Met de "magische knop" op deze interface kon in één keer een geheugendump op diskette worden vastgelegd, waardoor het verder spelen van spelletjes sterk werd vereenvoudigd.

## Bekende spellen

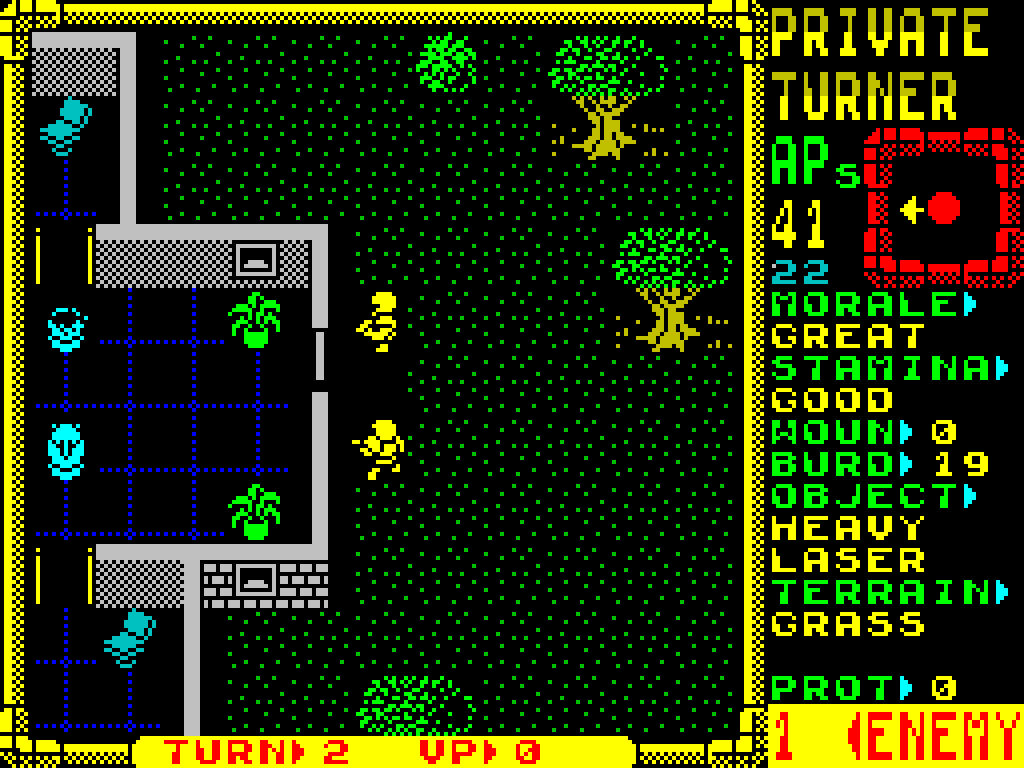
Laser Squad, een typisch Spectrum spel

Bekende spellen zijn onder andere Jet Pac (missie op de maan), Jet Set Willy, Daley Thompson's Decathlon (allerlei atletieksporten, door je joystick zo snel mogelijk heen en weer te bewegen kon je veel energie verzamelen om een actie uit te voeren), Ghostbusters (gebaseerd op de film Ghostbusters) waarin krakend 'Ghostbusters!' te horen was en Night Gunner (schieten).